# Trichestra stigmatosa
Trichestra stigmatosa là một loài bướm đêm trong họ Noctuidae.